# Hluboké (Dalečín)
Hluboké (německy Hluboke) je malá vesnice, část obce Dalečín v okrese Žďár nad Sázavou. Nachází se asi 3,5 km na východ od Dalečína. V roce 2009 zde bylo evidováno 47 adres. V roce 2001 zde trvale žilo 44 obyvatel.
Hluboké leží v katastrálním území Hluboké u Dalečína o rozloze 3,91 km2.